# ウルリケ・ミュッシヒ
ウルリケ・ミュッシヒ（Ulrike Müßig、旧姓ザイフ Seif、1968年7月8日 - ）はドイツの法学者、法歴史学者。
パッサウ大学の民法・ドイツ・ヨーロッパ法制史講座長。

## 生涯
ウルリケ・ミュッシヒは、ヴュルツブルクに生まれ、ヴュルツブルク大学（ドイツ）とケンブリッジ大学（イギリス）で法律を学び、パリ第2大学パンテオンアサス校（フランス）にも客員学生として留学。バイエルン州フントハンマー財団の優秀学生奨学金、ドイツ学術財団の奨学金、ドイツ学術交流会の海外留学奨学金を得る。1993年に第一法学試験に合格後、ヴュルツブルク大学比較法研究所およびハンブルク大学マックス・プランク外国法・国際私法研究所にて博士研究奨学金を受け、1995年に論文Der Bestandsschutz besitzloser Mobiliarsicherheiten im deutschen und englischen Recht（担保としての資産の無断処分、英独法における動産に対する非所有担保権の比較側面）を提出し博士号を授与される。ヴュルツブルク、ブリュッセル、パリで司法修習生を務めた後、1996年から1999年までヴュルツブルク大学バイエルン・ドイツ法史研究所でディートマー・ウィロヴェイト教授の下で博士研究員として勤務する。2000年、ヴュルツブルク大学法学部にて、ヨーロッパおよびドイツ法制史、民法、比較法、国際私法の分野で博士研究員資格（Habilitation）を取得し、法制史に関する研究でドイツ研究振興協会のハイゼンベルグ賞を受賞。彼女の博士研究員資格論文「法と司法主権、教会法からヨーロッパ人権条約までの歴史的比較における法廷裁判官：ドイツ、イギリス、フランスにおける法の発展」は第2版まで出版されている。2000年、ビーレフェルト大学から声がかかるもこれを断り、パッサウ大学の民法およびドイツ・ヨーロッパ法史の講座に就任。2003年にベルン大学からも声がかかるがこれを断りパッサウ大学に留まる。2010年から2012年までパッサウ大学法学部学部長を務めた。
ミュッシヒの研究は、12世紀から21世紀にかけてのヨーロッパ憲法史、ヨーロッパ統合の現代史、最高司法権の歴史、中世ドイツの法記録におけるローマ教会法の継承、18世紀の思想史に重点を置いている。 ドイツ法史の手引き書、近代史百科事典、およびオックスフォード国際法史百科事典の作成に大きく貢献している。また、ホルスト・ドライヤー、ミヒャエル・シュトライスと共著で『法科学の基礎』（モーア・シーベック刊）を出版している。ミュッシヒの主眼は、法教育の一環に歴史学を据え、学際的研究の土壌を整えることにあり、また国際的な学術交流の促進や後進の指導にも熱心である。

## 業績・受賞歴
1996年にバイエルン州ハビリテーション研究賞、1997年に低地フランク語記念財団賞、2000年にドイツ連邦共和国ハイゼンベルグ賞を受賞。2014年からはアンダルシア国立アカデミーの歴史・司法講座（Ilustre Sociedad Andaluza de Estudios Histórico-Jurídicos）の研究員でもある。2013年にはヨーロッパ憲法史の研究プロジェクトReConFort（18-19世紀ヨーロッパ憲法成形再考）で、欧州研究会議（ERC）より 先端助成金（190万ユーロ）を受給され、その一環として2019年にReConFort研究ブログを開設した。2015年4月オーストリア科学アカデミー歴史哲学分野に選出される。 2019年にはパリ第2大学パンセオンアサス校法学部の招聘教授を務める。

## External links
- University of Passau: Chair for Civil Law, German and European Legal History
- Curriculum Vitae
- Publications
- 37. Deutscher Rechtshistorikertag
- Portrait of Ulrike Müßig in German Television